# Muséum d'histoire naturelle d'Autun
Le muséum d'histoire naturelle d'Autun (ou musée Jacques-de-la-Comble depuis 2007, du nom son premier conservateur), installé en 1964 dans un hôtel particulier de la rue Saint-Antoine, est un musée français consacré à la minéralogie, la zoologie, la paléontologie et la botanique. Musée de première catégorie en 1984, il est labellisé musée de France depuis le 6 janvier 2002.

## Historique
Ce musée est la continuité des collections de la Société d'histoire naturelle d'Autun (SHNA) fondée en 1886 par le Docteur François-Xavier Gillot. Elle profite de l'aide du Muséum national d'histoire naturelle de Paris et en particulier d'Alfred Lacroix. En 1888, la SHNA publie un bulletin de grande diffusion jusqu'à la Grande Guerre, elle est reconnue d'utilité publique dès 1893. Les collections sont transportées dans l'évêché en 1909.
Au fil des ans, la collection constitue 800 000 échantillons et fut classée en 1958 et transférée à la commune qui acquit l'emplacement actuel du musée en 1963. La SHNA existe toujours et continue son œuvre.

## La collection
La collection géologique représente 100 000 échantillons provenant en grande partie des mines de l'Autunois-Morvan, mines de fluorine, de barytine, mines de Maine (Reclesne), de Voltennes (La Petite-Verrière), plomb de la mine d'Argentolle (Saint-Prix) et divers minéraux d'uranium dont l'autunite décrite par Joseph François de Champeaux en 1797 près de Saint-Symphorien-de-Marmagne. S'y trouvent aussi des échantillons provenant de la région de Grury.
Des spécimens de vertébrés, poissons, amphibiens du Permien sont proposés à la curiosité du public, ainsi que 130 000 échantillons de fossiles du Carbonifère (Stéphanien).
2 000 pièces collectées entre 1970 et 1990 représentent le début du Secondaire et sont un bon exemple de la faune du Trias moyen.
En 2002, valorisation des schistes bitumineux du site des Télots d'Autun et du charbon d'Épinac (le site du puits Hottinguer) et de Blanzy. Le musée présente également des animaux et végétaux de la faune et flore locale dans des vitrines et en dioramas.
En 2012, l’enquête de l’Observatoire de l’OCIM sur les muséums d’Histoire naturelle en France classait le muséum d’Autun comme le 1er muséum de province pour ses collections géologiques (150 000 objets), le 4ème pour ses collections paléontologiques (260 000 objets), le 6ème pour ses collections botaniques (302 550 objets).
Hormis son rôle de musée, ce lieu continue son œuvre de recherche et de publication scientifique notamment sur la période géologique de l'Autunien.
La collection botanique du muséum d'Histoire Naturelle d'Autun se situe parmi les 10 plus importantes collections botaniques de France derrière Paris, Montpellier, Lyon et Clermont-Ferrand. Son intérêt repose sur les phanérogames mais également sur les cryptogames dont la collection bryologique est en parfait état. Ces collections couvrent la totalité de la flore locale ainsi que la flore française.

## Galerie

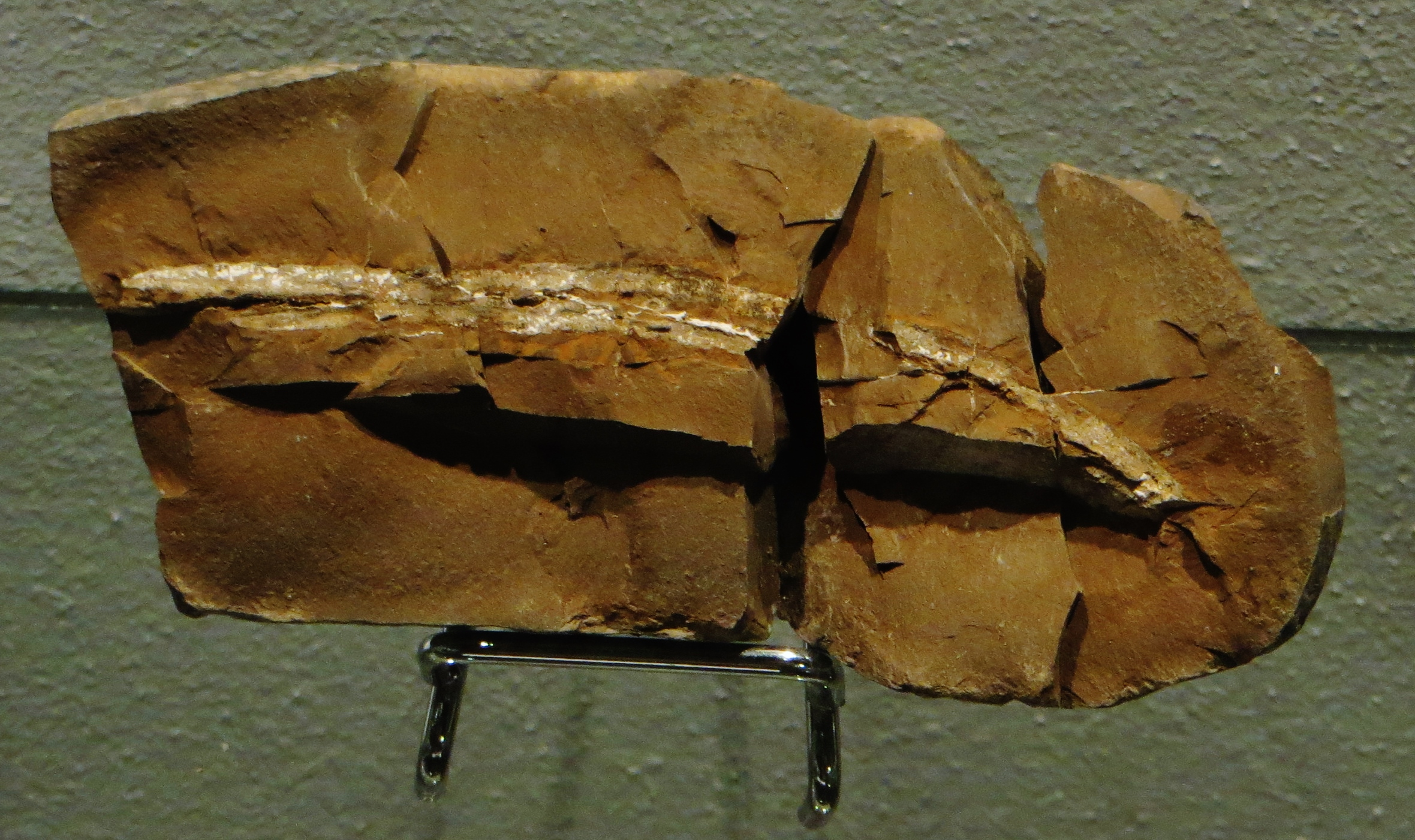
Myxine fossile Myxineidus gononorum - Photographie prise au Muséum d'histoire naturelle d'Autun.

### Source, bibliographie
- Jacques Prieur de la Comble (conservateur), Le muséum d'histoire naturelle d'Autun, revue « Images de Saône-et-Loire » n° 3 de janvier 1970, pp. 21–24.
- Le Règne minéral, Les minéraux du Morvan, 2007,  (ISBN 978-2917198-02-5), p. 121,122,123.